# WFV-Pokal 1954/55
Der WFV-Pokal 1954/55 war die 3. Austragung des Pokalwettbewerbs der Männer im württembergischen Amateurfußball. Titelverteidiger war der FV 09 Nürtingen. Im Finale am 23. Juli 1955 in Tübingen setzte sich der Stuttgarter SC deutlich mit 5:0 über die SpVgg Trossingen durch und wurde zum ersten Mal Landespokalsieger. Es war der bis heute letzte große Erfolg des Stuttgarter Traditionsvereins. Ein Süddeutscher Pokal, an dem die Finalisten hätten teilnehmen können, wurde 1955 nicht ausgetragen.

## Modus
Die Spiele des WFV-Pokals 1954/55 wurden im K.-o.-System an folgenden Terminen ausgetragen:
1. Runde: 1. Mai 1955

2. Runde: 15.–22. Mai 1955

3. Runde: 22. Mai bis 9. Juni 1955

4. Runde: 9.–29. Juni 1955

5. Runde: 3. Juli 1955

Vorschlussrunde: 16.–17. Juli 1955

Endspiel: 23. Juli 1955
Stand ein Spiel nach 90 Minuten Unentschieden, so wurde es für 2 × 15 Minuten verlängert. Konnte auch dann kein Sieger ermittelt werden, kam es mit vertauschtem Heimrecht zu einem Wiederholungsspiel. Von der ersten bis einschließlich der fünften Runde wurden Freilose vergeben, die Vereine der 1. Amateurliga hatten für die 1. Runde automatisch ein Freilos.

## Teilnehmende Mannschaften
Teilnahmeberechtigt für den WFV-Pokal 1954/55 waren alle Mannschaften der 1. Amateurliga Württemberg 1954/55 sowie alle Mannschaften der Spielzeit 1954/55 der fünf Staffeln der 2. Amateurliga. Davon ausgenommen waren der württembergische Meister 1. SSV Ulm (Teilnehmer an der Aufstiegsrunde zur II. Division Süd) und Vizemeister 1. FC Eislingen (Württembergs Vertreter bei der Deutschen Amateurmeisterschaft 1955). Ebenfalls nahmen die fünf Staffelmeister der 2. Amateurliga nicht am WFV-Pokal teil, da sie durch die zeitgleich stattfindenden Aufstiegsspiele zur 1. Amateurliga terminlich gebunden waren. Es waren dies der TV Echterdingen (Staffel I), der TSV Kochendorf (Staffel II), der VfL Heidenheim (Staffel III), die SpVgg Schramberg (Staffel IV) und der FV Ravensburg (Staffel V).
Insgesamt nahmen 83 Mannschaften am WFV-Pokal 1954/55 teil (In Klammern ist die Ligaebene angegeben, in der der Verein spielt):
| 1. Amateurliga Württemberg 15 Vereine der Saison 1954/55 | 2. Amateurliga, St. I 16 Vereine der Saison 1954/55 | 2. Amateurliga, St. II 13 Vereine der Saison 1954/55 | 2. Amateurliga, St. III 13 Vereine der Saison 1954/55 | 2. Amateurliga, St. IV 13 Vereine der Saison 1954/55 | 2. Amateurliga, St. V 13 Vereine der Saison 1954/55 |
| VfL Sindelfingen (1AL) Union Böckingen (1AL) VfR Heilbronn (1AL) VfR Aalen (1AL) FV 09 Nürtingen (1AL) WFV-Pokalsieger 1954 FV Kornwestheim (1AL) VfB Friedrichshafen (1AL) FV Ebingen (1AL) Stuttgarter SC (1AL) WFV-Pokalfinalist 1954 VfR Schwenningen (1AL) SG Untertürkheim (1AL) SC Geislingen (1AL) 1. FC Normannia Gmünd (1AL) FC Tuttlingen (1AL) SpVgg Feuerbach (1AL) | Sportfreunde Stuttgart (2AL) Sportfreunde Esslingen (2AL) FV Zuffenhausen (2AL) Polizei SV Stuttgart (2AL) VfB Stuttgart Amateure (2AL) VfL Pfullingen (2AL) VfL Kirchheim/Teck (2AL) TuS Metzingen (2AL) VfB Reichenbach (2AL) SV Fellbach (2AL) SV Denkendorf (2AL) TSV Münster (2AL) SKG Hedelfingen (2AL) FC Mittelstadt (2AL) SpVgg 07 Ludwigsburg (2AL) VfL Wangen (Stuttgart) (2AL) | VfB Sontheim (2AL) TSG Backnang 1919 (2AL) SpVgg Neckarsulm (2AL) Sportfreunde Schwäbisch Hall (2AL) TSV Künzelsau (2AL) SG Bad Wimpfen (2AL) TG Böckingen (2AL) SpVgg Frankenbach (2AL) TSG Öhringen (2AL) FSV 08 Bissingen (2AL) VfL Neckargartach (2AL) TSV Oetisheim (2AL) SC Steinbach-Hall (2AL) | 1. Göppinger SV (2AL) 1. FC Donzdorf (2AL) Sportfreunde Gmünd (2AL) FV 08 Unterkochen (2AL) TSG Giengen (2AL) FV Viktoria Wasseralfingen (2AL) TSV Blaubeuren (2AL) TSV Herbrechtingen (2AL) TSV Neu-Ulm (2AL) TV Wiblingen (2AL) FV Burgberg (2AL) FC Uhingen (2AL) FV Senden (2AL) | FC Tailfingen (2AL) SC Schwenningen (2AL) SV Spaichingen (2AL) SpVgg Trossingen (2AL) SpVgg Freudenstadt (2AL) TSG Balingen (2AL) FC Hechingen (2AL) SV 03 Tübingen (2AL) Spvgg Truchtelfingen (2AL) SV Gosheim (2AL) FV 08 Rottweil (2AL) FV Kickers Lauterbach (2AL) SV Marschalkenzimmern (2AL) | FV Olympia Laupheim (2AL) Kickers Vöhringen (2AL) FC Wangen 05 (2AL) SV Sigmaringen (2AL) FC Lindenberg 07 (2AL) TG Biberach (2AL) FV Saulgau (2AL) SV Buchau (2AL) SpVgg Lindau (2AL) TSV Sigmaringendorf (2AL) SV Weingarten 07 (2AL) SG Baienfurt (2AL) TSV Riedlingen (2AL) |
| Ligaebene in Klammern: • 1AL = 1. Amateurliga • 2AL = 2. Amateurliga | | | | | |

## 1. Runde
| Datum      |                               | Ergebnis          |                                    |
| ---------- | ----------------------------- | ----------------- | ---------------------------------- |
| 01.05.1955 | 1. Göppinger SV (2AL)         | 4:1               | TSV Münster (2AL)                  |
| 01.05.1955 | VfB Reichenbach (2AL)         | 3:2 n. V.         | FC Uhingen (2AL)                   |
| 01.05.1955 | 1. FC Donzdorf (2AL)          | 1:2 n. V.         | SV Fellbach (2AL)                  |
| 01.05.1955 | Sportfreunde Gmünd (2AL)      | 3:2 n. V.         | Sportfreunde Esslingen (2AL)       |
| 01.05.1955 | TSG Giengen (2AL)             | 6:1               | VfL Kirchheim/Teck (2AL)           |
| 01.05.1955 | FV Burgberg (2AL)             | 2:5               | FV 08 Unterkochen (2AL)            |
| 01.05.1955 | TSV Herbrechtingen (2AL)      | 0:3               | TG Biberach (2AL)                  |
| 01.05.1955 | SV Denkendorf (2AL)           | 2:3               | VfB Sontheim (2AL)                 |
| 01.05.1955 | Viktoria Wasseralfingen (2AL) | 1:2               | Sportfreunde Schwäbisch Hall (2AL) |
| 01.05.1955 | TuS Metzingen (2AL)           | 2:3               | TG Böckingen (2AL)                 |
| 01.05.1955 | SpVgg Neckarsulm (2AL)        | 1:2               | Sportfreunde Stuttgart (2AL)       |
| 01.05.1955 | SG Bad Wimpfen (2AL)          | 0:2 (abgebrochen) | Polizei SV Stuttgart (2AL)         |
| 01.05.1955 | FSV 08 Bissingen (2AL)        | 1:0               | VfB Stuttgart Amateure (2AL)       |
| 01.05.1955 | TSG Öhringen (2AL)            | 2:1               | VfL Wangen (Stuttgart) (2AL)       |
| 01.05.1955 | VfL Neckargartach(2AL)        | 0:1               | VfL Pfullingen (2AL)               |
| 01.05.1955 | TSV Künzelsau (2AL)           | 2:1               | SC Steinbach-Hall (2AL)            |
| 01.05.1955 | TSV Blaubeuren (2AL)          | 3:4               | SV Buchau (2AL)                    |
| 01.05.1955 | TSV Neu-Ulm (2AL)             | 2:0               | FC Wangen 05 (2AL)                 |
| 01.05.1955 | SV Spaichingen (2AL)          | 4:2               | SV Sigmaringen (2AL)               |
| 01.05.1955 | SC Schwenningen (2AL)         | 4:0               | FV Saulgau (2AL)                   |
| 01.05.1955 | SpVgg Trossingen (2AL)        | 4:0               | SpVgg Lindau (2AL)                 |
| 01.05.1955 | SpVgg Truchtelfingen (2AL)    | 3:2               | TSV Sigmaringendorf (2AL)          |
| 01.05.1955 | FC Hechingen (2AL)            | 7:1               | SKG Hedelfingen (2AL)              |
| 01.05.1955 | SV 03 Tübingen (2AL)          | 1:8               | FV Zuffenhausen (2AL)              |
| 01.05.1955 | FV 08 Rottweil (2AL)          | 2:1               | FC Mittelstadt (2AL)               |
| 01.05.1955 | SpVgg Freudenstadt (2AL)      | 3:1               | Kickers Lauterbach (2AL)           |
| 01.05.1955 | SV Marschalkenzimmern (2AL)   | 4:3               | SV Gosheim (2AL)                   |
| 01.05.1955 | FV Olympia Laupheim (2AL)     | 6:0               | FV Senden (2AL)                    |
| 01.05.1955 | FC Lindenberg (2AL)           | 3 × 0 (kampflos)  | SG Baienfurt (2AL)                 |
| 01.05.1955 | TV Wiblingen (2AL)            | 2:1 n. V.         | Kickers Vöhringen (2AL)            |
| 01.05.1955 | SV Weingarten 07 (2AL)        | 3:4               | FC Tailfingen (2AL)                |
| 01.05.1955 | TSV Riedlingen (2AL)          | 1:3               | TSG Balingen (2AL)                 |
| 01.05.1955 | TSV Oetisheim (2AL)           | 6:2               | SpVgg Frankenbach (2AL)            |
| 01.05.1955 | TSG Backnang 1919 (2AL)       | 3:2               | SpVgg 07 Ludwigsburg (2AL)         |

Freilose für alle 15 Vertreter der 1. Amateurliga.

## 2. Runde
| Datum      |                                    | Ergebnis         |                             |
| ---------- | ---------------------------------- | ---------------- | --------------------------- |
| 15.05.1955 | VfB Reichenbach (2AL)              | 1:1 n. V.        | Stuttgarter SC (1AL)        |
| 15.05.1955 | TG Böckingen (2AL)                 | 6:5 n. V.        | FV Kornwestheim (1AL)       |
| 15.05.1955 | VfB Sontheim (2AL)                 | 3:1              | VfR Heilbronn (1AL)         |
| 15.05.1955 | VfL Pfullingen (2AL)               | 4:2 n. V.        | FV 09 Nürtingen (1AL)       |
| 15.05.1955 | Sportfreunde Schwäbisch Hall (2AL) | 2:1              | TSG Öhringen (2AL)          |
| 15.05.1955 | SV Fellbach (2AL)                  | 3:2              | FSV 08 Bissingen (2AL)      |
| 15.05.1955 | TG Biberach (2AL)                  | 0:8              | VfB Friedrichshafen (1AL)   |
| 15.05.1955 | SV Buchau (2AL)                    | 3 × 0 (kampflos) | FC Lindenberg (2AL)         |
| 15.05.1955 | Sportfreunde Gmünd (2AL)           | 1:2              | SG Untertürkheim (1AL)      |
| 15.05.1955 | FV 08 Unterkochen (2AL)            | 2:2 n. V.        | VfR Aalen (1AL)             |
| 15.05.1955 | FV Zuffenhausen (2AL)              | 1:0              | SpVgg Feuerbach (1AL)       |
| 15.05.1955 | FC Tailfingen (2AL)                | 2:0              | FV Ebingen (1AL)            |
| 15.05.1955 | TSG Balingen (2AL)                 | 4:0              | FC Tuttlingen (1AL)         |
| 15.05.1955 | TSV Künzelsau (2AL)                | 0:2              | Union Böckingen (1AL)       |
| 15.05.1955 | SC Schwenningen (2AL)              | 0:0 n. V.        | SV Spaichingen (2AL)        |
| 15.05.1955 | TV Wiblingen (2AL)                 | 0:1              | 1. Göppinger SV (2AL)       |
| 15.05.1955 | Olympia Laupheim (2AL)             | 4:2              | TSV Neu-Ulm (2AL)           |
| 15.05.1955 | FC Hechingen (2AL)                 | 8:0              | SpVgg Truchtelfingen (2AL)  |
| 15.05.1955 | FV 08 Rottweil (2AL)               | 8:1              | SV Marschalkenzimmern (2AL) |
| 15.05.1955 | TSG Giengen (2AL)                  | 2:0              | SC Geislingen (1AL)         |
| 15.05.1955 | SpVgg Freudenstadt (2AL)           | 0:7              | VfL Sindelfingen (1AL)      |
| 15.05.1955 | TSG Backnang 1919 (2AL)            | 3:2              | 1. FC Normannia Gmünd (1AL) |
| 22.05.1955 | SpVgg Trossingen (2AL)             | 2:1              | VfR Schwenningen (1AL)      |

Freilos: Sportfreunde Stuttgart (2AL)

### Wiederholungsspiele
| Datum      |                      | Ergebnis |                         |
| ---------- | -------------------- | -------- | ----------------------- |
| 22.05.1955 | Stuttgarter SC (1AL) | 1:0      | VfB Reichenbach (2AL)   |
| 22.05.1955 | VfR Aalen (1AL)      | 6:1      | FV 08 Unterkochen (2AL) |
| 22.05.1955 | SV Spaichingen (2AL) | 0:1      | SC Schwenningen (2AL)   |

## 3. Runde
| Datum      |                                    | Ergebnis  |                              |
| ---------- | ---------------------------------- | --------- | ---------------------------- |
| 22.05.1955 | SV Buchau (2AL)                    | 2:3       | FV Olympia Laupheim (2AL)    |
| 30.05.1955 | SpVgg Trossingen (2AL)             | 3:1       | FC Hechingen (2AL)           |
| 30.05.1955 | VfR Aalen (1AL)                    | 3:0       | TSG Giengen (2AL)            |
| 30.05.1955 | TG Böckingen (2AL)                 | 2:4       | VfL Sindelfingen (1AL)       |
| 30.05.1955 | VfB Sontheim (2AL)                 | 2:1       | Sportfreunde Stuttgart (2AL) |
| 30.05.1955 | TSG Backnang 1919 (2AL)            | 2:1       | Polizei SV Stuttgart (2AL)   |
| 30.05.1955 | FC Tailfingen (2AL)                | 1:1 n. V. | VfL Pfullingen (2AL)         |
| 30.05.1955 | 1. Göppinger SV (2AL)              | 2:0       | TSG Balingen (2AL)           |
| 30.05.1955 | FV Zuffenhausen (2AL)              | 6:0       | SG Untertürkheim (1AL)       |
| 30.05.1955 | SV Fellbach (2AL)                  | 5:6 n. V. | Stuttgarter SC (1AL)         |
| 30.05.1955 | VfB Friedrichshafen (1AL)          | 1:0       | SC Schwenningen (2AL)        |
| 05.06.1955 | Sportfreunde Schwäbisch Hall (2AL) | 0:2       | Union Böckingen (1AL)        |

Freilos: FV 08 Rottweil (2AL)

### Wiederholungsspiel
| Datum      |                      | Ergebnis  |                     |
| ---------- | -------------------- | --------- | ------------------- |
| 09.06.1955 | VfL Pfullingen (2AL) | 7:1 n. V. | FC Tailfingen (2AL) |

## 4. Runde
| Datum      |                           | Ergebnis          |                           |
| ---------- | ------------------------- | ----------------- | ------------------------- |
| 09.06.1955 | Stuttgarter SC (1AL)      | 5:3               | FV Zuffenhausen (2AL)     |
| 12.06.1955 | VfL Pfullingen (2AL)      | 4:2               | 1. Göppinger SV (2AL)     |
| 12.06.1955 | VfR Aalen (1AL)           | 5:0               | TSG Backnang 1919 (2AL)   |
| 12.06.1955 | FV Olympia Laupheim (2AL) | 4:3 n. V.         | VfB Friedrichshafen (1AL) |
| 12.06.1955 | SpVgg Trossingen (2AL)    | 3:0               | FV 08 Rottweil (2AL)      |
| 12.06.1955 | Union Böckingen (1AL)     | 1:1 (abgebrochen) | VfB Sontheim (2AL)        |

Freilos: VfL Sindelfingen (1AL)

### Wiederholungsspiel
| Datum      |                          | Ergebnis |                    |
| ---------- | ------------------------ | -------- | ------------------ |
| 29.06.1955 | FV Union Böckingen (1AL) | 0:2      | VfB Sontheim (2AL) |

## 5. Runde
| Datum      |                        | Ergebnis  |                           |
| ---------- | ---------------------- | --------- | ------------------------- |
| 03.07.1955 | VfL Sindelfingen (1AL) | 0:3       | SpVgg Trossingen (2AL)    |
| 03.07.1955 | VfB Sontheim (2AL)     | 5:1       | VfR Aalen (1AL)           |
| 03.07.1955 | VfL Pfullingen (2AL)   | 5:3 n. V. | FV Olympia Laupheim (2AL) |

Freilos: Stuttgarter SC (1AL)

## Vorschlussrunde
| Datum      |                        | Ergebnis |                      |
| ---------- | ---------------------- | -------- | -------------------- |
| 16.07.1955 | Stuttgarter SC (1AL)   | 2:1      | VfB Sontheim (2AL)   |
| 17.07.1955 | SpVgg Trossingen (2AL) | 5:1      | VfL Pfullingen (2AL) |

## Endspiel
| Stuttgarter SC                                | Stuttgarter SC | SpVgg Trossingen | SpVgg Trossingen |
| --------------------------------------------- | --- | --- | ---------------- |
| Stuttgarter SC                                | \| 23. Juli 1955 in Tübingen (Stadion des SV 03) \| \| Ergebnis: 5:0 (3:0) \| \| Zuschauer: 2.000 offizielle Angabe \| \| Schiedsrichter: Neumeyer (Ebingen) \| | \| 23. Juli 1955 in Tübingen (Stadion des SV 03) \| \| Ergebnis: 5:0 (3:0) \| \| Zuschauer: 2.000 offizielle Angabe \| \| Schiedsrichter: Neumeyer (Ebingen) \| | SpVgg Trossingen |
| Stuttgarter SC                                | Kunzi – Schnee, Schleehauf – Schauer, Böpple, Schmid – Werner Zandt, Koch, Mader, Manfred Bopp, Paul Kazenwadel                                                 | Strom – Koch, Glöckler – Benzing, Streicher, Geisel – Wüger, Haller, Kempter, Rath, Syska                                                                       | SpVgg Trossingen |
| Stuttgarter SC                                | 1:0 Werner Zandt (21.) 2:0 Koch (30.) 3:0 Manfred Bopp (45.) 4:0 Mader (59.) 5:0 Manfred Bopp (70.)                                                             | | SpVgg Trossingen |
| 23. Juli 1955 in Tübingen (Stadion des SV 03) | | |                  |
| Ergebnis: 5:0 (3:0)                           | | |                  |
| Zuschauer: 2.000 offizielle Angabe            | | |                  |
| Schiedsrichter: Neumeyer (Ebingen)            | | |                  |

## Weblink
- Fußball-Almanach: WFV-Pokal 1954/55